# Иванов, Олег Борисович
Оле́г Бори́сович Ивано́в (род. 27 декабря 1947, Барнаул, СССР) — советский и российский композитор, народный артист Российской Федерации (2005), лауреат премии Ленинского комсомола (1982).

## Краткая биография
Родился 27 декабря 1947 года в Барнауле. После школы поступил в Алтайский медицинский институт, где уже на первом курсе проявил задатки композиторства — участвовал в самодеятельности и КВН, пел и сочинял песни. По окончании института, несмотря на то, что ректор пророчил ему большую медицинскую карьеру, принял решение полностью посвятить себя музыке и поступил в Новосибирскую консерваторию по классу композиции, которую окончил в 1976 году. С тех пор сочинял песни, сотрудничал со многими музыкальными коллективами и эстрадными артистами. С 1978 года — член СК СССР. С 1994 года — член Международного союза эстрадных деятелей.
В начале 1990-х Олег Иванов с поэтом Львом Ошаниным провели более двадцати совместных авторских концертов для белорусских областей, пострадавших в результате аварии в Чернобыле.
Начиная с 1991 года в государственном концертном зале «Россия» прошли 7 авторских концертных программ композитора (со съемками центрального телевидения), а в 2008 г. в Государственном Кремлёвском дворце прошел его юбилейный вечер.
22 марта 2018 года на сцене Кремлёвского дворца состоялся Юбилейный творческий вечер, посвященный 70-летию Олега Иванова.
Шестнадцатикратный лауреат конкурса «Песня года». В «Песне-71» получил диплом лауреата за песню «Товарищ».
Иванов — председатель песенной комиссии Союза московских композиторов, председатель жюри международного конкурса-фестиваля «Красная гвоздика», член Общественной Палаты Союзного государства РФ и республики Беларусь.
В марте 2022 года подписал обращение в поддержку военного вторжения России на Украину (2022).

## Награды и премии
- Медаль «За труды в культуре и искусстве» (28 декабря 2024) — за вклад в развитие отечественной культуры и искусства, многолетнюю плодотворную деятельность[3]
- Народный артист Российской Федерации (25 октября 2005) — за большие заслуги в области искусства[4]
- Заслуженный деятель искусств Российской Федерации (7 июня 1996) — за заслуги в области искусства[5]
- Премия Ленинского комсомола (1982) — за песни о молодежи и комсомоле.
- Премия Союзного государства в области литературы и искусства (2018)[6]
- Юбилейная медаль Алтайского края (19 июля 2022) — за заслуги и достижения, связанные с развитием Алтайского края, и в связи с празднованием 85-летия Алтайского края.
- Национальная премия «Имперская культура» имени Эдуарда Володина (2022)[7]

## Творчество
Первым хитом Иванова стала песня «Товарищ» (1970 год). За ним тут же последовали другие: «Горлица» (1970; стихи — С. Кирсанов), «На чем стоит любовь» (1970; О. Гаджикасимов; запись 1969 г.), «Тебе, я знаю, всё равно» (О. Гаджикасимов; по одним источникам — 1971, по другим — 1968 г.), «Песня, моя песня» (П. Леонидов, 1972 г.)
Песня «Девушка из Полесья» («Олеся») впервые прозвучала в передаче «Шире круг» (1978 год), а позднее в передаче «Песня года» (1981 год), аранж. В. Бадьярова. Песня сразу стала шлягером в исполнении ансамбля «Сябры». Стали популярными песни «Горький мед», «Завалинка», «У криницы», «Глухариная заря», «Зацветает краснотал», «Печки-лавочки», «Самовары-пряники», «Расцветали яблони в саду», «Катя-Катерина» («Царский сон»), «Поезд юности», «Счастья первому дому» и другие.
Более десятка песен было написано О. Ивановым для певицы Анастасии; среди них «Актёрская судьба», «Золотая Москва», «Королева золотого песка», «Мамин крестик», «Свет пречистый».